# Station Chechło
Station Chechło is een spoorwegstation in de Poolse plaats Chechło Pierwsze.